# Koilwar
Koilwar (en hindi: कोइलवार ) es una ciudad de la India, en el distrito de Bhojpur, estado de Bihar.

## Geografía
Se encuentra a una altitud de 63 m s. n. m. a 49 km de la capital estatal, Patna, en la zona horaria UTC +5:30.

## Demografía
Según estimación 2011 contaba con una población de 34 662 habitantes.